# Sogariya
Sogariya é uma vila no distrito de Kota, no estado indiano de Rajastão.

## Demografia
Segundo o censo de 2001, Sogariya tinha uma população de 8832 habitantes. Os indivíduos do sexo masculino constituem 53% da população e os do sexo feminino 47%. Sogariya tem uma taxa de literacia de 74%, superior à média nacional de 59.5%: a literacia no sexo masculino é de 85% e no sexo feminino é de 62%. Em Sogariya, 12% da população está abaixo dos 6 anos de idade.